# Karl Nitz
Karl Nitz es un deportista de la RDA que compitió en judo. Ganó cuatro medallas en el Campeonato Europeo de Judo entre los años 1961 y 1965.

## Palmarés internacional
| Campeonato Europeo | Campeonato Europeo | Campeonato Europeo | Campeonato Europeo |
| Año                | Lugar              | Medalla            | Categoría          |
| ------------------ | ------------------ | ------------------ | ------------------ |
| 1961               | Milán (Italia)     | Medalla de bronce  | Abierta            |
| 1962               | Essen (RFA)        | Medalla de bronce  | +80 kg (A)         |
| 1963               | Ginebra (Suiza)    | Medalla de oro     | Abierta (A)        |
| 1965               | Madrid (España)    | Medalla de bronce  | –93 kg             |